# Odbrojavanje za Beč
Odbrojavanje za Beč war der serbische Vorentscheid für den Eurovision Song Contest 2015 in Wien (Österreich). Er fand vom 14. bis 15. Februar statt. Bojana Stamenov gewann den Wettbewerb mit ihrem Lied Beauty Never Lies. Beim Eurovision Song Contest in Wien erreichte sie den zehnten Platz.

## Format

### Konzept
Im September bestätigte RTS die Teilnahme Serbiens beim Eurovision Song Contest 2015, der in Wien stattfinden wird. Man entschied sich für 2015 den Teilnehmer durch eine TV-Show und durch Jury- und Televoting zu bestimmen. Kurz darauf wurde bekanntgegeben, dass Vladimir Graić drei Lieder für drei Interpreten komponieren wird. Zuvor hat Graić bereits den Siegertitel des ESC 2007 Molitva für Marija Šerifović geschrieben.
RTS gab bekannt, dass zwei Teilnehmer des Vorentscheids bekannte serbische Sänger sein werden und dass auch ein unbekannter Interpret teilnehmen wird. Graić rief auf, sich für die Teilnahme zu bewerben. Insgesamt wurden 200 Bewerbungen eingereicht, von denen die besten zu Auditionen in Užice, Niš, Zaječar, Kragujevac, Novi Sad und Belgrad eingeladen wurden.

## Nedeljno popodne
In einer Sonderausgabe der Sonntagnachmittag-Sendung Nedeljno popodne auf RTS1 sangen die zehn besten Bewerber Lieder. Dadurch sollte eine Jury den Teilnehmer auswählen, der im nationalen Finale gegen zwei bekannte Sänger antreten wird.
In der Jury befanden sich Vladimir Graić, Leontina Vukamanović, Aleksandar Kobac und Dragan Ilić. Gastauftritte hatten Mirna Radulović mit Rise Like a Phoenix und Nevena Božović mit Molitva. Beide haben Serbien 2013 beim ESC vertreten.
Die Jury entschied sich dafür, dass Danica Krstić und Goga Stanić in die engere Auswahl kommen. Im Januar wurde dann endgültig bekannt, dass Danica Krstić beim Vorentscheid teilnehmen wird.
| Startnr | Interpret                               | Cover (Originalinterpret)                                                  |
| ------- | --------------------------------------- | -------------------------------------------------------------------------- |
| 01      | Milena Milivojević                      | She Will Be Loved (Originalinterpret: Maroon 5)                            |
| 02      | Goga Stanić                             | A i ti me iznevjeri (Originalinterpret: Bijelo dugme)                      |
| 03      | Marija Lazić                            | Locked out of heaven (Originalinterpret: Bruno Mars)                       |
| 04      | Dragan Sarić und Željko Sarić           | Lagala nas mala (Originalinterpret: Toše Proeski & Toni Cetinski)          |
| 05      | Milica Dejanović                        | When Love Takes Over (Originalinterpret: David Guetta feat. Kelly Rowland) |
| 06      | Ivana Milojević                         | Kao da me nema tu (Originalinterpret: Vanna)                               |
| 07      | Anastasija Knežević und Varja Topalović | Stronger (Originalinterpret: Kelly Clarkson)                               |
| 08      | Jelena Milošev                          | Čuvaj moje srce (Originalinterpret: Aleksandra Radović)                    |
| 09      | Petar Bošković und Nemanja Antonić      | Uptown Funk (Originalinterpret: Bruno Mars feat. Mark Ronson)              |
| 10      | Danica Krstić                           | Bol do ludila (Originalinterpret: Marija Šerifović)                        |

 Kandidat hat sich für das Super-Finale qualifiziert.

## Finale
Im Finale, das am 15. Februar 2015 stattfand, traten Danica Krstić, Bojana Stamenov und Aleksa Jelić gegeneinander an. Die Abstimmung erfolgte durch Jury- und Televoting. Im ersten Teil des Finales am 14. Februar wurden die drei Sänger vorgestellt, sangen verschiedene Lieder und wählten ihre Startnummer für die kommende Sendung, wo sie die Lieder von Graić das erste Mal präsentierten. Der erste Abend wurde von Dragana Kosjerina moderiert, während Maja Nikolić diese Aufgabe für die zweite Show übernahm. Zuvor hat Nikolić den serbischen Vorentscheid Beosong 2013 moderiert. Die Shows fanden im RTS-Studio in Belgrad statt.
| Platz | Startnr. | Interpret       | Lied Musik (M) und Text (T)                                | Sprache  | Übersetzung (Inoffiziell) | Jury           | Jury          | Jury      | Jury   | Jury   | Zuschauerstimmen (Televoting) | Zuschauerstimmen (Televoting) | Zuschauerstimmen (Televoting) | Gesamt |
| Platz | Startnr. | Interpret       | Lied Musik (M) und Text (T)                                | Sprache  | Übersetzung (Inoffiziell) | Nevena Božović | Goran Stankov | Ivan Ilić | Gesamt | Punkte | Stimmen                       | %                             | Punkte                        | Gesamt |
| ----- | -------- | --------------- | ---------------------------------------------------------- | -------- | ------------------------- | -------------- | ------------- | --------- | ------ | ------ | ----------------------------- | ----------------------------- | ----------------------------- | ------ |
| 1.    | 3        | Bojana Stamenov | Ceo svet je moj M: Vladimir Graić; T: Leontina Vukamanović | Serbisch | Die ganze Welt ist mein   | 3              | 3             | 3         | 9      | 3      | 10.547                        | 46 %                          | 3                             | 6      |
| 2.    | 2        | Danica Krstić   | Suze za kraj M: Vladimir Graić; T: Leontina Vukomanović    | Serbisch | Abschiedstränen           | 1              | 1             | 2         | 4      | 1      | 08.039                        | 35 %                          | 2                             | 3      |
| 3.    | 1        | Aleksa Jelić    | Vodi me                                                    | Serbisch | Leite mich                | 2              | 2             | 1         | 5      | 2      | 04.363                        | 19 %                          | 1                             | 3      |

In der Jury befanden sich Goran Stankov, Ivan Ilić und Nevena Božović. Das Voting dauerte 20 Minuten, indem die Jury und das Publikum eine Rangfolge erstellten und 1 bis 3 Punkte verteilten. Die Jury und das Publikum gaben Bojana Stamenov insgesamt sechs Punkte, während Danica Krstić und Aleksa Jelić jeweils drei Punkte erhielten.

## Sonstiges
- Am 8. Februar organisierte die OGAE-Serbia im Ušće Shopping Centre eine kleine Promo-Tour, wo Aleksa, Bojana und Danica verschiedene Lieder sangen, Quizfragen beantworteten und Interviews führten.[12]
- Im März wurde bekannt, dass die englische Version des Siegertitels Beauty Never Lies heißt. Den Liedtext schrieb Charlie Mason, der auch für den Text von Rise Like A Phoenix verantwortlich ist. Serbien wird 2015 das erste Mal in seiner Geschichte nicht in der Landessprache singen.[13][14]
- Das Lied wurde insgesamt in fünf Sprachen aufgenommen.

| Sprache     | Titel                   | Musik und Text                                                |
| ----------- | ----------------------- | ------------------------------------------------------------- |
| Serbisch    | Ceo svet je moj         | M: Vladimir Graić; T: Leontina Vukamanović                    |
| Englisch    | Beauty Never Lies       | M: Vladimir Graić; T: Charlie Mason                           |
| Spanisch    | El mundo bajo mis pies  | M: Vladimir Graić; T: Takis, Javier Gutierrez Lozano (Lektor) |
| Französisch | Le monde est à moi      | M: Vladimir Graić; T: Francis Soghomonian                     |
| Deutsch     | Die ganze Welt ist mein | M: Vladimir Graić; T: Marko Nikolić                           |

## Beim Eurovision Song Contest
Bei der Halbfinalauslosung, die am 26. Januar 2015 im Wiener Rathaus stattfand, wurden alle teilnehmenden Halbfinalisten in Töpfe eingeteilt. Danach wurden die einzelnen Länder in die entsprechenden Halbfinale zugelost. Serbien und somit Bojana Stamenov trat im ersten Halbfinale unter Startplatz 9 an. Begleitet wurde sie von vier Backgroundsängern und qualifizierte sich für das Finale. Im Finale erreichte sie mit 53 Punkten den 10. Platz.